# 전략폭격
전략폭격(戰略爆擊, 영어: strategic bombing)은 폭격기와 전폭기를 동원해서 도시나 군과  적의 주요시설을 파괴하는 것을 행위이다. 예전에는 도시에 대한 무차별 공습이 가해졌으나, 최근에는 JDAM 등의 정밀유도공격으로 민간인 피해를 최소화한다. 그러나 아직까지도 공습으로 인한 민간인 피해는 없어지지 않고 있다. 제2차 세계 대전때의 도쿄 대공습, 충칭 대공습, 영국 대공습, 드레스덴 폭격, 1986년의 리비아 공습 등이 유명하다.

## 역사
제1차 세계 대전에 독일의 육군은 전선 후방의 대도시에 폭격을 실시하였다. 독일 육군은 비행선이나 대형 비행기를 이용하여 영국의 런던 등에 폭격을 하였는데, 이것이 전략폭격의 시작이라고 할 수 있다. 당시는 폭탄 탑재 및 항법 폭격의 정확도 문제로 인하여 산업 거점에 큰 영향을 미칠 정도는 아니었고 시민들에게 공포를 주는 공포 폭격의 측면이 강하였다. 1921년 이탈리아 왕국 육군의 전 장군 줄리오 두에는 전략 폭격과 관련한 《제공》이라는 책을 써 출판하였다. 이는 미국 육군의 비행 전술학교의 교본이 되는 등 각국에서 연구되었다.
1930년대에 들어가면서 항공기의 능력이 향상되었고, 도시와 거점에 큰 피해를 입히는 조직적 폭격을 가할 수 있게 되었다. 스페인 내전에서 게르니카 폭격이 그 무렵의 대표적인 폭격이다. 아시아에서는 만주사변의 관동군 비행 제10중대 주력으로 실시된 1931년 10월 8일 폭격이 최초의 도시 폭격이다. 조직적인 도시 폭격은 1937년, 중일전쟁에서 일본이 해군 항공부대로 중국에 일으킨 난징 폭격이 있다.

## 같이 보기
- 항공기 탑재 폭탄
- 제2차 세계대전의 항공전(영어판)
- 제2차 세계대전 중의 전략 폭격(영어판)
- 지역폭격(구역폭격)
- 융단폭격
- 외과수술식 타격(en:Surgical strike)
- 정밀폭격(精密爆擊, en:Precision bombing)
- 전술폭격(戰術爆擊, en:Tactical bombing)
- 고도수평폭격(영어판)